# Ocna de Fier
Ocna de Fier là một xã thuộc hạt Caraș-Severin, România. Dân số thời điểm năm 2002 là 794 người.